# Li Hui (judoka)
Li Hui (ur. 20 grudnia 1987) – chiński judoka.
Uczestnik mistrzostw świata w 2015. Startował w Pucharze Świata w 2015. Brązowy medalista igrzysk Wschodniej Azji w 2009, a także mistrzostw Azji Wschodniej w 2010 roku.